# シュヴァイツァー・イシュトヴァーン
シュヴァイツァー・イシュトヴァーン（Schweitzer István；1887年12月25日 - 1981年）は、ハンガリーの軍人。最終階級は中将。
第一次世界大戦に従軍し、終戦後、ハンガリー王国陸軍に入隊。参謀学校長、国防省の班長等を歴任。1939年、国境警備総監。1939年1月、第2軍団長に任命。1941年2月、第1軍司令官に任命。同年、8月、ナーダイ・イシュトヴァーン将軍と交代。